# Sticky Fingers
《Sticky Fingers》是英國搖滾樂團滾石樂隊的第九張錄音室專輯，於1971年發行。此專輯是滾石樂隊在1970年建立自己的唱片公司滾石唱片後發行的第一張專輯。
《Sticky Fingers》發行後登上英國專輯排行榜、美國Billboard 200榜單第一名，成為滾石樂隊繼1965年Out of Our Heads後第二張登頂Billboard 200的專輯。當中收錄了〈Brown Sugar〉、〈Wild Horses〉等單曲。2003年，《Sticky Fingers》被列為滾石雜誌五百大專輯第63位。